# Haruka Funakubo
Haruka Funakubo (10 de outubro de 1998) é uma judoca japonesa. Foi medalhista de bronze nos Jogos Olímpicos de Verão de 2024, em Paris.